# Jérôme Pérez
Pour les articles homonymes, voir Pérez.
Jérôme Pérez (né le 18 février 1982 à Avignon) est un footballeur français, évoluant au poste de défenseur.

## Biographie
Natif d'Avignon, ce provençal arrive à Marseille chez les moins de 17 ans alors qu'il est au lycée et y évolue jusqu'en CFA sous la houlette d'Albert Emon et de José Anigo avec qui il connaîtra un titre de champion de CFA en 2002. Il est appelé en équipe de France des moins de 18 ans pour un France-Yougoslavie le 11 avril 2001. En point d'orgue, il fait partie du groupe professionnel lors de la saison 2002-2003, où il porte le numéro 22, Alain Perrin, entraîneur de l'équipe première, le retient dans le groupe qui affronte le LOSC au Stade Vélodrome le 9 février 2003, puis pour un déplacement dans l'Hérault contre le Montpellier HSC, match diffusé sur Canal+ le 16 février 2003. Ce seront ses deux seuls matchs en Ligue 1, pour un temps de jeu global d'environ 30 minutes.
À l'été 2003 et alors que le club marseillais s'apprête à disputer la prestigieuse Ligue des Champions, le jeune joueur signe en Ligue 2, à l'US Créteil, afin d'obtenir du temps de jeu avec une équipe professionnelle. L'équipe francilienne et son entraîneur Jean-Michel Cavalli, ambitionnent alors une montée en Ligue 1 « dans les deux ans ». Pérez reste quatre saisons au club et dispute 101 matches en championnat. Après une saison 2005-2006 historique pour le club, qui termine à la 8e place sous la direction d'Hubert Velud, la saison 2006-2007 sera la dernière année du club en L2, malgré l'arrivée en cours de saison du portugais Artur Jorge, ancien entraîneur du Paris SG et du FC Porto. L'avignonnais quitte le club relégué.
En septembre 2007, il effectue un essai non concluant avec le club belge du FCM Brussels. À nouveau mis à l'essai, il s'engage, le 8 janvier 2008, pour 6 mois avec le CS Sedan Ardennes, club de Ligue 2, afin d'espérer continuer sa carrière professionnelle. Cependant, il ne jouera aucun match avec l'équipe première, à cause d'une grave blessure à la cheville dès son premier entraînement...
Après l'échec de cette expérience ardennaise, il décide de rentrer dans sa région et s'engage à l'été 2008 avec l'US Le Pontet, alors en CFA 2. Le club vauclusien est promu en CFA en mai 2009. Il y reste jusqu’en 2011.
Décembre 2011 il s engage avec l’US Clichy , plus vieux club de France, il restera deux saisons , avant de partir pour la Corse à Bonifacio et finir sa carrière sur l’Ile de beauté.

## Carrière
- 1998-2003 :  Olympique de Marseille
- 2003-2007 :  US Créteil-Lusitanos
- 2007-décembre 2007 : Libre
- janvier 2008-juin 2008 :  CS Sedan Ardennes
- août 2008-2011 :  US Le Pontet
- 2011 :  US Clichy[5]
- 2013 :  JS Bonifacio